# 温泉镇 (抚州市)
温泉镇，是中国江西省抚州市临川区所辖的一个镇。

## 行政区划
温泉镇下辖以下村级行政区划单位
红桥社区、桐山村、青莲山村、温泉村、翁坪村、中余村、安全村、六岭村、余坊村、杨源村、流溪村、城陂村、水边村、车田村、白浒窑村、祝坊村、古溪村、官田村和刘家村。